# Oliver Vitouch

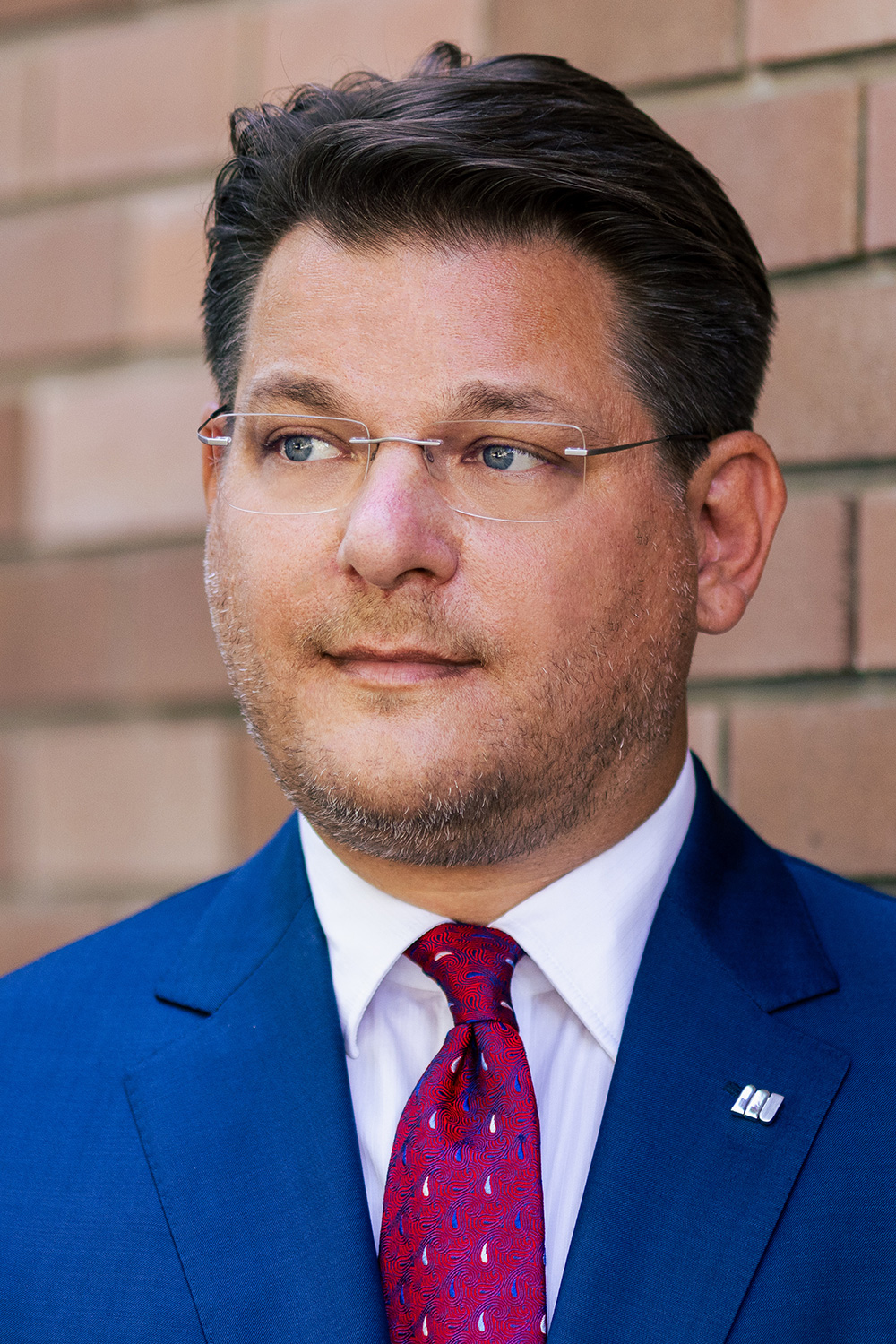
Oliver Vitouch (2023)

Oliver Vitouch (* 4. April 1971 in Wien) ist ein österreichischer Psychologe und Kognitionswissenschaftler. Von 2012 bis 2024 war er Rektor der Universität Klagenfurt und von 2016 bis 2024 alternierend Präsident und Vizepräsident der Österreichischen Universitätenkonferenz.

## Leben
Nach der Matura am Akademischen Gymnasium studierte Vitouch am Konservatorium der Stadt Wien Musik (Klarinette und Klavier). Er studierte an der Universität Wien Psychologie (mit Schwerpunkt Humanbiologie und Kognitive Neurowissenschaften), diplomierte 1995 und wurde 1999 zum Doktor der Naturwissenschaften promoviert. Seit 1995 war er Assistent an der Universität Wien, von 2000 bis 2002 Research Scientist bei Gerd Gigerenzer am Max-Planck-Institut für Bildungsforschung in Berlin (Center for Adaptive Behavior and Cognition, ABC). Er lehrte an der FU Berlin und der Universität St. Gallen. Nach seiner Habilitation für das Gesamtfach Psychologie wurde er 2002 außerordentlicher Universitätsprofessor in Wien. Anfang 2003 folgte er 31-jährig dem Ruf auf den Lehrstuhl für Allgemeine Psychologie an der Universität Klagenfurt.
Oliver Vitouch ist der Sohn von Peter Vitouch und Elisabeth Vitouch. Er ist mit der österreichischen Professorin Judith Glück verheiratet und Vater zweier Kinder.

## Wirken
Von 2005 bis 2006 war er Vorstand des Klagenfurter Instituts für Psychologie, von 2006 bis 2012 Vorsitzender des Senats (Senate I bis IV nach UG 2002). Zugleich hatte er seit 2004 leitende Funktionen in der Österreichischen Gesellschaft für Psychologie inne, deren Präsident er von 2008 bis 2010 war. Dabei trug er wesentlich zur Durchsetzung und weiteren Gestaltung von Zugangsregelungen (§ 124b, nunmehr § 71c, UG) infolge des EuGH-Urteils über den offenen Zugang auch für deutsche Studierende bei. Im Mai 2012 wurde er zum Vizerektor für Internationale Beziehungen und Lehre bestellt (Interimsrektorat nach Abberufung Heinrich C. Mayrs); seit 29. Oktober 2012 amtierte er als Rektor der Universität Klagenfurt.
Im Mai 2015 wurde er von Senat und Universitätsrat für die Funktionsperiode 2016 bis 2020 und im Mai 2019 für die Funktionsperiode 2020 bis 2024 als Rektor wiederbestellt. Von Jänner 2015 bis Mai 2016 war Vitouch Präsident der Alps-Adriatic Rectors’ Conference (AARC), einer 1979 in Graz begründeten Rektorenkonferenz mit aktuell 49 Mitgliedsuniversitäten aus Österreich, Süddeutschland, Ungarn, Oberitalien, Slowenien, Kroatien, Bosnien und Herzegowina, Serbien und Albanien. Seit Jänner 2016 war er Vizepräsident, seit Juni 2016 (nach dem Wechsel Sonja Hammerschmids in die Bundesregierung mit 18. Mai und durch Wahl am 6. Juni) Präsident und seit Jänner 2018 wieder Vizepräsident der Österreichischen Universitätenkonferenz (uniko). Im zweiten Halbjahr 2019 fungierte er, durch den Rücktritt Eva Blimlingers aufgrund ihrer Nationalratskandidatur, als geschäftsführender Präsident. Seine Nachfolgerin als uniko-Präsidentin seit Jänner 2020 war Sabine Seidler. Seit Oktober 2023 nahm Vitouch wieder die Aufgabe des geschäftsführenden Präsidenten wahr, im Dezember wurde er einstimmig zum uniko-Präsidenten für die Jahre 2024 und 2025 gewählt.
Unter Vitouchs Präsidentschaft kam es zur Umsetzung einer lange gehegten Forderung der Universitätenkonferenz, als der Nationalrat am 28. Juni 2017 mit den Stimmen von SPÖ, Grünen, FPÖ und NEOS im Vorgriff auf ein kommendes Konzept der Studienplatzfinanzierung eine Erhöhung des Universitätsbudgets von € 1,35 Mrd. (+ 14 %) für den Zeitraum 2019–2021 beschloss. Zudem fielen in seine Amtszeit gleich zwei Regierungsprogramme mit ausführlichen Universitäts- und Wissenschaftsteilen: Das aktualisierte Programm der Koalitionsregierung Kern/Mitterlehner im Jänner 2017 und das Programm der Koalitionsregierung Kurz/Strache im Dezember 2017. Das Modell der Universitätsfinanzierung-neu (Studienplatzfinanzierung) wurde schließlich im Februar 2018 vom Nationalrat verabschiedet. Ein drittes für Wissenschaft und Forschung einschlägiges Regierungsprogramm, das der Koalition Kurz/Kogler, wurde unmittelbar nach seiner geschäftsführenden Zuständigkeit, am 2. Jänner 2020, präsentiert. Als Vizepräsident war er anschließend daran beteiligt, dass die Studienplatzfinanzierung trotz der COVID-19-Budgetkrise weitergeführt werden konnte, mit einer im Oktober 2020 festgelegten Erhöhung des Universitätsbudgets 2022–2024 von rund € 1,3 Mrd. (+ 12 %). Ab Mitte 2022 erwies sich allerdings die Teuerungskrise als neues Problem für den Haushalt der öffentlichen Universitäten. Dies führte letztlich zu einem mehrstufigen Teuerungsausgleich für die Budgetjahre 2023 und 2024, mit nominell neuem Ausgangswert von € 13,6 Mrd. für 2022–2024. Daran schließt sich, wie am 18. Oktober 2023 in der Budgetrede von Finanzminister Magnus Brunner dargelegt, ein Universitätsbudget für 2025–2027 von in Anbetracht der Teuerung insgesamt € 16 Mrd. (+ 18 %) an.
Am 9. Juni 2016 stürmte eine Gruppe Identitärer eine Ringvorlesung zum Thema Inklusion an der Universität Klagenfurt. Beim Versuch, deren Anführer bis zum Eintreffen der Polizei festzuhalten, erlitt Vitouch einen Faustschlag in den Bauch. Im Juli 2018 wurde die Gruppe vom Straflandesgericht Graz von der Anklage der Verhetzung und der Bildung einer kriminellen Vereinigung im Zweifel freigesprochen. Der Generalsekretär des Justizministeriums, Christian Pilnacek, sprach von einer „Entscheidung an der Grenze“. Für den Faustschlag erfolgte im Juli 2019 eine seit Jänner 2020 rechtskräftige Verurteilung wegen schwerer Körperverletzung, da Vitouch im Sinne des Strafgesetzbuchs als Beamter handelte (§ 74 Abs 1 Z 4 StGB).
Das Manager Magazin und Die Zeit berichteten im Jänner 2020 parallel zu Fällen an der ETH Zürich und in der Max-Planck-Gesellschaft über die fristlose Entlassung einer Geographie-Professorin durch Vitouch als Rektor. Auch ein Haus- und Betretungsverbot wurde der ehemaligen Professorin auferlegt. Seit 2018 war ein arbeitsgerichtlicher Prozess dazu anhängig. Im Mai 2022 urteilte das Landesgericht Klagenfurt, dass die Entlassung rechtens war. Dies wurde durch ein Berufungsurteil des Oberlandesgerichts Graz im März 2023 bestätigt und durch die Zurückweisung der außerordentlichen Revision durch den OGH im Juni 2023 rechtskräftig.
Als Vizepräsident der Universitätenkonferenz war Vitouch maßgeblich am Entstehen der Initiative Universities for Enlightenment (U4E) beteiligt, die von den Rektorenkonferenzen Deutschlands, Italiens, Kroatiens, Österreichs, Polens, der Schweiz, Serbiens, der Slowakei, Sloweniens und Tschechiens getragen wird. Auslöser waren die Vertreibung der Central European University durch die ungarische Regierung, der „regierungstreue“ Umbau ungarischer Universitäten und die Konflikte zwischen Staatsführung und Universitäten in Polen und Tschechien. Die zehn Rektorenkonferenzen unterzeichneten im Dezember 2018 die „Wiener Erklärung“.
Von November 2017 bis Jänner 2020 schrieb Vitouch alle 14 Tage die Kolumne Außensicht in der Kleinen Zeitung, einem österreichischen Regionalmedium (Steiermark, Kärnten und Osttirol) mit über 800.000 Lesern. Seine vorrangigen Themenbereiche waren Bildung, Wissenschaft und Aufklärung. Zuvor war er seit 1996 gelegentlich Gastautor des Standard (Kommentar der anderen).
Anfang November 2021 verhängte Vitouch im Zuge der COVID-Krise die 2G-Regel für die Universität Klagenfurt und schloss damit Ungeimpfte von der Teilnahme an Präsenzveranstaltungen aus.
Im Jänner 2022 kandidierte Vitouch als Rektor der Universität Wien für die Funktionsperiode ab 1. Oktober 2022. Das Verfahren wurde vom Executive Search-Unternehmen Egon Zehnder begleitet. In der Folge wurde er in die (alphabetisch gereihten) einstimmigen Dreiervorschläge der Findungskommission und, nach universitätsöffentlichen Hearings Mitte März, des Senats der Universität aufgenommen. In der Wahlsitzung am 30. April 2022 entschied sich der Universitätsrat überraschend für den Kunsthistoriker und Dekan Sebastian Schütze.
Im Zuge der Klagenfurter Rektorswahl für die vierjährige Funktionsperiode ab 29. Oktober 2024 wurde Vitouch einstimmig in den ungereihten Dreiervorschlag des Senats aufgenommen. Am 6. Februar 2024 wählte der Universitätsrat die Mitbewerberin Ada Pellert zu seiner Nachfolgerin, sodass seine Amtszeit nach zwölf Jahren am 28. Oktober 2024 auslief. Im Zuge dessen erschienen mehrere Abschiedsinterviews.
Aufgrund einer Klage Vitouchs nach § 6 des Österreichischen Mediengesetzes wurde der sogenannte „Plagiatsjäger“ Stefan Weber im Februar 2025 in zweiter strafrechtlicher Instanz vom Oberlandesgericht Linz rechtskräftig wegen übler Nachrede verurteilt. Dem lagen diffamierende Vorwürfe in Webers Blog vom Januar 2024 bezüglich zweier Entlassungen von Professorinnen in den Jahren 2015 und 2017 zugrunde.
Vitouchs wissenschaftliche Arbeiten liegen in den Bereichen Allgemeine Psychologie, Kognitionspsychologie, Forschungsmethodik, Wissenschaftstheorie, Evolutionäre Psychologie und Kognitive Neurowissenschaften, thematisch vor allem in der Entscheidungstheorie und der Musikpsychologie. Sie sind durch einen interdisziplinären und multimethodischen Zugang gekennzeichnet. Seine Erdős-Zahl ist 5. Bis zum Eintritt ins Rektorat (2012) war er als Gutachter für rund 40 Fachzeitschriften, Förderprogramme und Verlage tätig.

## Auszeichnungen
- 2002: Förderungspreis der Stadt Wien für Wissenschaft
- 2003: 2. Preis bei der „Prämiierung Innovativer Lehre“ der Universität Klagenfurt
- 2004: 1. Preis bei der „Prämiierung Innovativer Lehre“ der Universität Klagenfurt
- 2005: Kardinal-Innitzer-Förderungspreis für Geisteswissenschaften
- 2020: Großes Goldenes Ehrenzeichen des Landes Kärnten
- 2024: Großes Goldenes Ehrenzeichen für Verdienste um die Republik Österreich

## Schriften (Auswahl)
- O. Vitouch, H. Bauer, G. Gittler, M. Leodolter, U. Leodolter: Cortical activity of good and poor spatial test performers during spatial and verbal processing studied with Slow Potential Topography. In: International Journal of Psychophysiology. Band 27, 1997, S. 183–199.
- O. Vitouch, J. Glück: “Small group PETting:” Sample sizes in brain mapping research. In: Human Brain Mapping. Band 5, 1997, S. 74–77.
- When your ear sets the stage: Musical context effects in film perception. In: Psychology of Music. Band 29, 2001, S. 70–83.
- A. Neumeister, A. Konstantinidis, J. Stastny, M. J. Schwarz, O. Vitouch, M. Willeit, N. Praschak-Rieder, J. Zach, M. de Zwaan, B. Bondy, M. Ackenheil, S. Kasper: Association between serotonin transporter gene promoter polymorphism (5HTTLPR) and behavioral responses to tryptophan depletion in healthy women with and without family history of depression. In: Archives of General Psychiatry. Band 59, 2002, S. 613–620.
- Absolutist models of absolute pitch are absolutely misleading. In: Music Perception. Band 21, 2003, S. 111–117.
- G. Gigerenzer, S. Krauss, O. Vitouch: The null ritual: What you always wanted to know about significance testing but were afraid to ask. In: D. Kaplan (Hrsg.): The SAGE handbook of quantitative methodology for the social sciences. Sage, Thousand Oaks, CA 2004, S. 391–408.
- Y. Hanoch, O. Vitouch: When less is more: Information, emotional arousal and the ecological reframing of the Yerkes-Dodson law. In: Theory & Psychology. Band 14, 2004, S. 427–452.
- Erwerb musikalischer Expertise. In: Th. H. Stoffer, R. Oerter (Hrsg.): Allgemeine Musikpsychologie. Hogrefe, Göttingen 2005, ISBN 3-8017-0579-X, S. 657–715.
- Absolutes Gehör. In: Th. H. Stoffer, R. Oerter (Hrsg.): Allgemeine Musikpsychologie. Hogrefe, Göttingen, 2005, ISBN 3-8017-0579-X, S. 717–766.
- The musical mind: Neural tuning and the aesthetic experience. In: P. B. Baltes, P. Reuter-Lorenz, F. Rösler (Hrsg.): Lifespan development and the brain: The perspective of biocultural co-constructivism. Cambridge University Press, New York 2006, S. 217–236.
- U. Hoffrage, O. Vitouch: Evolutionäre Psychologie des Denkens und Problemlösens. In: J. Müsseler (Hrsg.): Allgemeine Psychologie. 2. Auflage. Spektrum, Heidelberg 2008, ISBN 978-3-8274-1780-0, S. 630–679.
- O. Vitouch, O. Ladinig (Hrsg.): Music and evolution. In: Musicae Scientiae. 13 (Special Issue 2009–2010, 445 pp.).
- J. Marewski, R. Pohl, O. Vitouch (Hrsg.): Recognition processes in inferential decision making (I–III). Special Issue. In: Judgment and Decision Making. 5 (4), 6 (1) & 6 (5), 2010/11.
- J. Marewski, R. Pohl, O. Vitouch: Recognition-based judgments and decisions: What we have learned (so far). In: Judgment and Decision Making. Band 6, 2011, S. 359–380.
- L. Martignon, O. Vitouch, M. Takezawa, M. R. Forster: Naive and yet enlightened: From natural frequencies to fast and frugal decision trees. In: G. Gigerenzer, R. Hertwig, T. Pachur (Hrsg.): Heuristics: The foundations of adaptive behavior. Oxford University Press, New York 2011, S. 136–150.
- M. Oechslin, D. Läge, O. Vitouch: Training of tonal similarity ratings in non-musicians: A “rapid learning” approach. In: Frontiers in Psychology (Cognitive Science). 3, (142), 2012, S. 1–14.
- S. Koreimann, B. Gula, O. Vitouch: Inattentional deafness in music. In: Psychological Research. Band 78, 2014, S. 304–312.
- Der glückliche Sisyphos: Wunsch und Wirklichkeit an Österreichs Universitäten. In: Rat für Forschung und Technologieentwicklung (Hrsg.): Zukunft und Aufgaben der Hochschulen. LIT, Münster 2017, S. 159–164.
- A. Kause, O. Vitouch, J. Glück: How selfish is a thirsty man? A pilot study on comparing sharing behavior with primary and secondary rewards. In: PLoS ONE. Band 13, Nr. 8, 2018, Artikel e0201358.